# Gens Minucia
La Gens Minucia fu un'antica famiglia romana riportata nelle fonti dai primi giorni della repubblica fino in epoca imperiale. La gens era conosciuta per la sua origine patrizia, ma raggiunse maggior notorietà con i suoi rami plebei. Il primo dei Minucii a salire al consolato fu Marco Minucio Augurino, eletto console nel 497 a.C.
Il nome Minucio viene spesso confuso con Minicio o con Municio. I Minucii hanno dato il loro nome alla Via Minucia, al Pons Minucius, un ponte lungo la Via Flaminia, e ad un portico all'interno del Campo Marzio. La struttura, nota come Porticus Minucia, prese il nome dal console Marco Minucio Rufo, eletto nel 110 a.C.

## Tria nomina

### Praenomina
I Minucii adottarono di solito i praenomina Publius, Marcus, Lucius, Tiberius, e Gaius. Almeno uno dei primi Minucii portava il praenomen Spurius. Altri praenomina appaiono raramente e solo verso il finire della Repubblica.

### Cognomina
Il ramo più vecchio della famiglia, i Minucii Augurini, era in origine patrizio, ma nel 439 a.C. Lucio Minucio Augurino passò tra le file dei plebei e venne eletto tribuno della plebe. Tra i suoi discendenti ci sono il console Tiberio Minucio Augurino del 305 a.C. e numerosi altri tribuni della plebe. Il cognomen deriva da augur, che indicava un sacerdote che si occupava di divinazione. Il collegio degli auguri era tenuto in grande considerazione, e, fino al 300 a.C., l'adesione era limitata ai soli patrizi.
Alcuni dei primi Augurini portavano l'agnomen Esquilino, assunto perché vivevano sul colle Esquilino. Gli altri cognomina principali della gens furono Rufo, Termo, Basilo. I Minucii Rufi e i Minucii Termi compaiono a partire dalla seconda metà del III secolo a.C. e restano fino alla seconda metà del I secolo d.C. Rufus significa "rosso" e, probabilmente, era dovuto in origine a qualche esponente con i capelli rossi. Thermus potrebbe riferirsi a dei bagni termali o a sorgenti calde. I Minucii Basili compaiono solo nell'ultimo secolo della Repubblica. Il loro cognomen deriva da basileus, che in greco significa "re". Altri Minucii plebei non avevano cognomen.

## Membri dellagens

### Minucii Augurini
- Marco Minucio Augurino: console nel 497 e nel 491 a.C.;
- Publio Minucio Augurino: console nel 492 a.C.;
- Lucio Minucio Esquilino Augurino: console nel 458 a.C. e decemviro nel 450 a.C. e nel 449 a.C.;
- Quinto Minucio Esquilino Augurino: fratello del precedente, console nel 457 a.C.;
- Lucio Minucio Augurino: praefectus annonae, che passò tra le file dei plebei e venne eletto tribuno della plebe;[5]
- Tiberio Minucio Augurino console nel 305 a.C.;
- Marco Minucio Augurino: tribuno della plebe nel 216 a.C., a cui si deve la creazione dei triumviri mensarii, responsabili delle operazioni finanziarie;[5]
- Gaio Minucio Augurino: tribuno della plebe nel 187 a.C., che fece arrestare Lucio Cornelio Scipione Asiatico;
- Tiberio Minucio Augurino Molliculo, praetor peregrinus nel 180 a.C., morì per la pestilenza che colpì Roma in quell'anno.[5]

### Minucii Rufi
- Marco Minucio Rufo: console nel 221 a.C. e magister equitum nel 217 a.C., fu ucciso a Canne nel 216 a.C.;
- Quinto Minucio Rufo: pretore nel 200 a.C. e console nel 197 a.C.;
- Marco Minucio Rufo: praetor peregrinus nel 197 a.C.;
- Marco Minucio Rufo: tribuno della plebe nel 121 a.C.;
- Marco Minucio Rufo: console nel 110 a.C.;
- Minucio Rufo: uno dei comandanti della flotta romana nella guerra contro Mitridate.

### Minucii Termi
- Quinto Minucio Termo: console nel 193 a.C.;
- Lucio Minucio Termo: legatus in Istria di Aulo Manlio Vulsone nel 178 a.C.;[6]
- Marco Minucio Termo: propretore nell'81 a.C.;
- Minucio Termo: candidato al consolato del 64 a.C.;
- Aulo Minucio Termo: difeso due volte con successo da Cicerone nel 59 a.C.;[6]
- Quinto Minucio Termo: pretore nel 58 a.C., propretore nel 51 e nel 50 a.C. e un sostenitore di Gneo Pompeo;
- Minucio Termo: un amico di Seiano, messo a morte dall'imperatore Tiberio nel 32 a.C.[7]

### Minucii Basili
- Minucio Basilo: tribuno dei soldati sotto Lucio Cornelio Silla nell'86 a.C., durante la campagna contro Archelao;
- Minucio Basilo: sepolto lungo la via Appia. La sua tomba era un luogo tristemente famoso per le rapine;[3]
- Lucio Minucio Basilo: uno dei legati di Cesare durante le guerre galliche, in seguito uno dei suoi assassini;[3]
- Minucio Basilo: attaccato da Cicerone nella seconda filippica in quanto amico di Marco Antonio.[3]

### Altri membri
- Spurio Minucio: pontifex maximus nel 420 a.C.;
- Marco Minucio: tribuno della plebe nel 401 a.C., mise sotto accusa due dei tribuni consolari dell'anno precedente, accusati di cattiva condotta nella guerra contro Veio;[8]
- Marco Minucio Fesso: uno dei primi plebei eletto augure dopo la promulgazione della  Lex Ogulnia;[2]
- Quinto Minucio: legatus di Marco Claudio Marcello durante l'assedio di Capua del 210 a.C.;
- Lucio Minucio: legatus di Quinto Fulvio Flacco nella Spagna Citeriore nel 180 a.C.;[2]
- Quinto Minucio: pretore nel 164 a.C.;
- Tiberio Minucio: eletto praetor peregrinus nel 180 a.C., morì poco dopo essere entrato in carica;[2]
- Minucio Pacato: meglio conosciuto come Ireneo, grammatico alessandrino, probabilmente visse al tempo di Augusto;[9]
- Minucio Aciliano: amico di Plinio il Giovane, fu questore, tribuno e pretore;
- Marco Minucio Felice: visse tra il II e il III secolo; avvocato e apologeta.